# Thurso
Thurso (/ˈθɜːrsoʊ/ en escocés: Thursa, en gaélico escocés: Inbhir Theòrsa [ˈiɲɪɾʲ ˈhjɔːrˠs̪ə]) es una localidad de la costa norte del consejo unitario de Highland en Escocia, Reino Unido. Históricamente, Thurso es uno de los dos municipios escoceses del condado de Caithness, junto con Wick. Se encuentra en el cruce de norte-sur de la carretera A9 y de oeste-este de la carretera A836, conectadas con el Puente de Forss al oeste y con Castletown al este.

## Etimología
Originalmente Thurso era conocido por el nombre celta de tarvodubron que significa «agua de toro» o «río toro» del mismo modo Dunnet Head era tarvedunum que significa «fuerte del toro» y el nombre de la ciudad puede tener sus raíces allí. La influencia del nórdico alteró su nombre por Thjorsá, luego Thorsá, derivada de la deidad Thor y traduciéndose como «el lugar en el río de Thor».
El nombre local en escocés germánico, Thursa, deriva del nórdico, al igual que el gaélico escocés moderno Inbhir Theòrsa. Inbhir significa desembocadura del río, y generalmente se encuentra como Inver en muchos nombres anglificados.

## Historia
La historia de Thurso se remonta a por lo menos desde la era Nórdica Orcadia en Caithness, que terminó en 1266. Se han encontrado cuernos neolíticos en la colina cercana de Shebster, que fueron utilizados para los entierros y los rituales, tienen una antigüedad cercana a los 5000 años. La ciudad era un puerto nórdico importante, y tiene una historia posterior del comercio con los puertos a través del norte de Europa hasta el siglo XIX. En 1330 la unidad estándar de peso de Escocia se alineó con la de Thurso en el decreto del rey David II de Escocia, una muestra de la importancia económica de la ciudad.

## Geografía
Thurso está situado en la costa norte de Escocia, con vistas a las Islas Orcadas. Está situada en el extremo norte de la carretera A9, la principal carretera que une Caithness con el sur de Escocia, y se encuentra a 32 km (20 millas) al oeste de John o' Groats y 34 km (21 millas) al noroeste de Wick.
Distancias (a través de la red de carreteras del Reino Unido)
- Inverness (ciudad más cercana) - 180 kilómetros (112 mi)
- Edimburgo (capital de Escocia) - 425 kilómetros (264 mi)
- Londres (capital del Reino Unido) - 1073 kilómetros (667 mi)
- Kirkwall, Islas Orcadas - 80 kilómetros (50 mi) (carretera y ferry)
- Lerwick, Islas Shetland - 261 kilómetros (162 mi) (carretera y ferry)

Thurso se encuentra en la latitud 59° norte, estando tan al norte como Juneau, la capital del estado de Alaska, y la ciudad de Stavanger en Noruega. Stavanger está a 534 km (332 millas) al este, y el punto más cercano de la costa noruega está a 497 km (309 millas) de distancia.
La estación de ferrocarril de Thurso es la estación que se encuentra más al norte de la red ferroviaria de Gran Bretaña, uniendo Thurso directamente con Wick y con Inverness, que es el centro administrativo de Highland.

## Galería

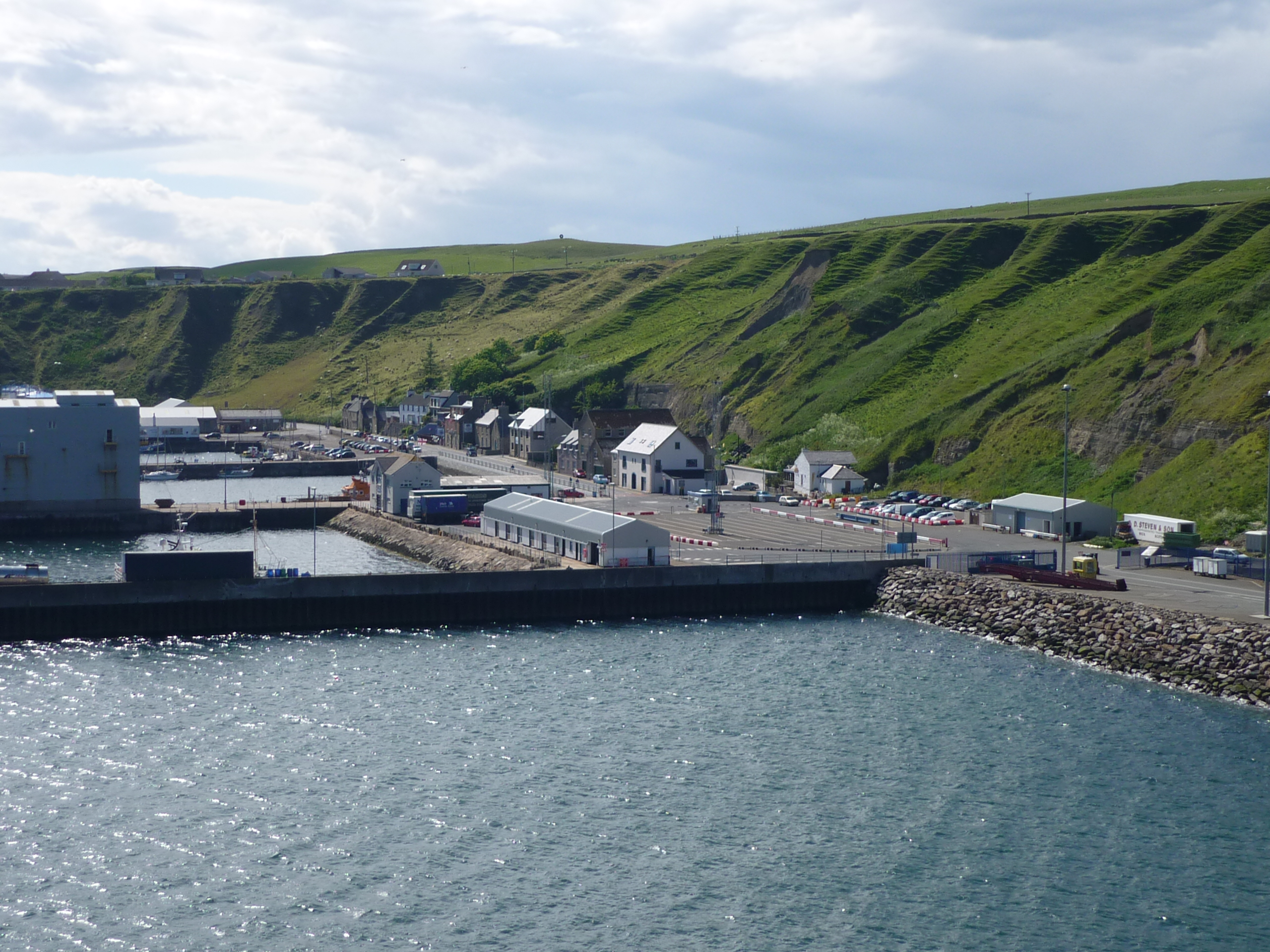
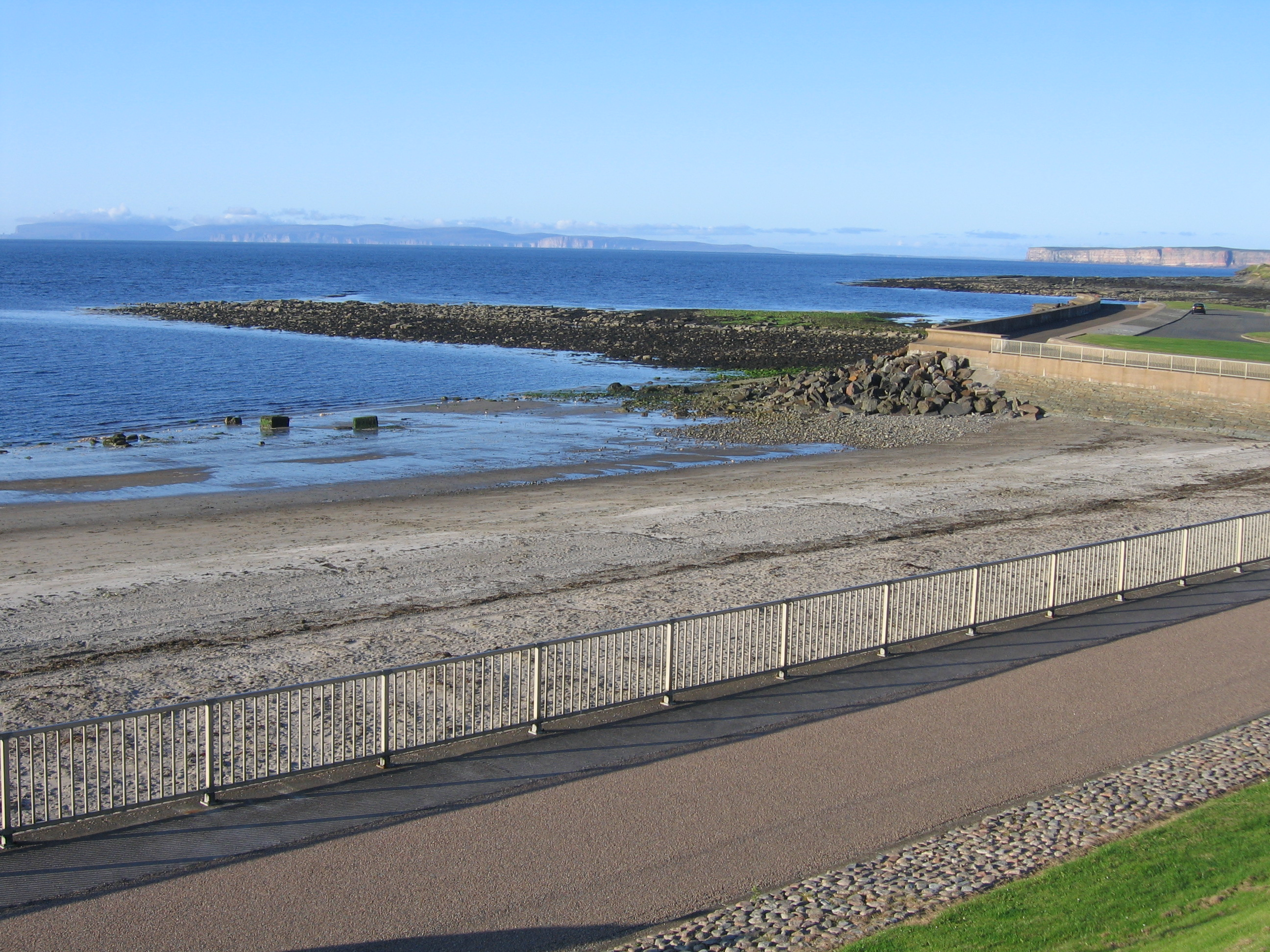
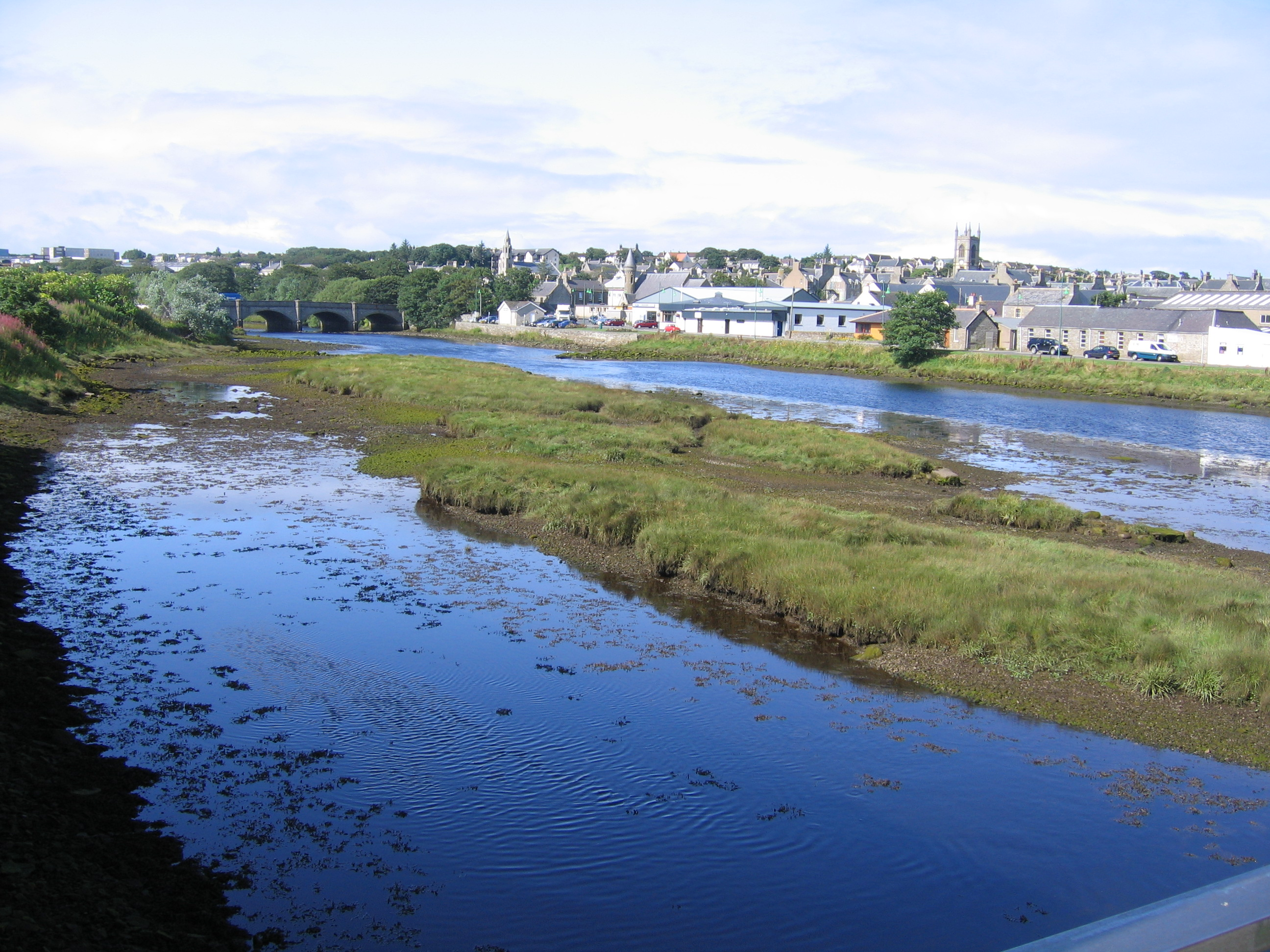
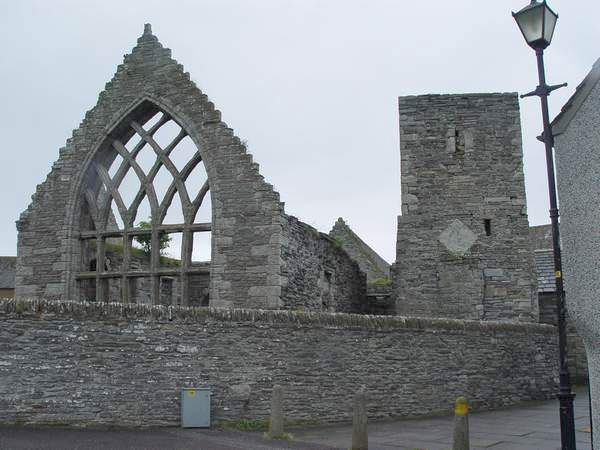